# Кречеца
Кречеца — деревня в Ярцевском районе Смоленской области России. Входит в состав Львовского сельского поселения. 
Расположена в северной части области в 42 км к северу от Ярцева, в 42 км севернее автодороги М1 «Беларусь», на берегу реки Вотря. В 43 км южнее деревни расположена железнодорожная станция Ярцево на линии Москва — Минск. 

## История
В годы Великой Отечественной войны деревня была оккупирована гитлеровскими войсками в июле 1941 года, освобождена в сентябре 1943 года.